# Otto Reinhardt
Otto Reinhardt (* 11. April 1826 in Wiedermuth; † 12. Dezember 1915 in Sondershausen) war ein deutscher Jurist, Staatsminister und Reichstagsabgeordneter.

## Leben
Reinhardt besuchte das Gymnasium in Sondershausen und studierte Rechtswissenschaft an der Georg-August-Universität. 1846 wurde er Mitglied des Corps Saxonia Göttingen. Nach dem Vorbereitungsdienst bei verschiedenen Gerichten und Verwaltungsbehörden war er Staatsanwalt. Ab 1870 war er Landrat und für vier Legislaturperioden Mitglied des Landtags von Schwarzburg-Sondershausen. Von 1878 bis 20. Februar 1880 saß er für den Wahlkreis Schwarzburg-Sondershausen und die Deutsche Reichspartei im Reichstag (Deutsches Kaiserreich). Er legte dieses Mandat nieder. Vom 23. Juli 1880 bis zum 4. Oktober 1886 war er Staatsminister des Fürstentums Schwarzburg-Sondershausen.